# Alexander Waske
Alexander Waske (ur. 31 marca 1975 we Frankfurcie nad Menem) – niemiecki tenisista specjalizujący się w grze podwójnej, reprezentant w Pucharze Davisa.

## Kariera tenisowa
Jako zawodowiec Waske startował od 2000 roku, jednak już wcześniej zaczął występować w tym gronie (od sezonu 1998). Swoją karierę zakończył w październiku 2012 roku.
W grze pojedynczej wygrywał przez ten czas turnieje z serii ITF Men’s Circuit, głównie w Niemczech. W cyklu ATP Challenger Tour pierwsze zwycięstwo odniósł w 2002 roku w meksykańskim Leónie, drugie w lutym 2003 roku w Lubece, trzecie w listopadzie 2004 roku w Eckental, a w sezonie 2006 w Wolfsburgu oraz Nottingham.
W grze podwójnej Waske ma w swoim dorobku cztery tytuły rangi ATP World Tour. Pierwszy triumf odniósł w kwietniu 2006 roku w amerykańskim Houston. Wspólnie z Michaelem Kohlmannem pokonał w finale Austriaków Juliana Knowle i Jürgena Melzera. Tegoż samego roku wygrał jeszcze rozgrywki w Monachium, partnerując Andrei Pavelowi. W roku 2007 wygrał dalsze dwa turnieje, w lutym razem z Michaelem Kohlmannem w Zagrzebiu oraz pod koniec kwietnia z Andreim Pavelem w Barcelonie. Ponadto jest finalistą czterech innych turniejów ATP World Tour. Najpierw w 2005 roku zagrał w finale w Monachium (z Florianem Mayerem), w 2006 roku w Casablance (z Michaelem Kohlmannem), w 2007 roku w Rotterdamie (z Andreim Pavelem) oraz w 2011 roku w Bangkoku (z Michaelem Kohlmannem).
W latach 2004–2007 był regularnym reprezentantem Niemiec w Pucharze Davisa. W 2007 roku osiągnął z zespołem półfinał rozgrywek. Rozegrał przez ten okres osiem meczów deblowych, z których siedem wygrał, oraz jeden zwycięski pojedynek singlowy.
W 2005 roku był w składzie reprezentacji, która wygrała Drużynowy Puchar Świata w tenisie ziemnym.
W rankingu gry pojedynczej Waske najwyżej był na 89. miejscu (12 czerwca 2006), a w klasyfikacji gry podwójnej na 16. pozycji (30 kwietnia 2007).

### Finały w turniejach ATP World Tour
| Legenda                                      |
| -------------------------------------------- |
| Wielki Szlem                                 |
| Igrzyska olimpijskie                         |
| Tennis Masters Cup / ATP Finals              |
| ATP Masters Series / ATP Tour Masters 1000   |
| ATP International Series Gold / ATP Tour 500 |
| ATP International Series / ATP Tour 250      |

#### Gra podwójna (4–4)
| Końcowy wynik | Nr | Data                | Turniej    | Nawierzchnia    | Partner          | Przeciwnicy                        | Wynik finału      |
| ------------- | -- | ------------------- | ---------- | --------------- | ---------------- | ---------------------------------- | ----------------- |
| Finalista     | 1. | 1 maja 2005         | Monachium  | Ceglana         | Florian Mayer    | Mario Ančić Julian Knowle          | 3:6, 6:1, 3:6     |
| Zwycięzca     | 2. | 16 kwietnia 2006    | Houston    | Ceglana         | Michael Kohlmann | Julian Knowle Jürgen Melzer        | 5:7, 6:4, 10–5    |
| Finalista     | 2. | 1 maja 2006         | Casablanca | Ceglana         | Michael Kohlmann | Julian Knowle Jürgen Melzer        | 3:6, 4:6          |
| Zwycięzca     | 2. | 7 maja 2006         | Monachium  | Ceglana         | Andrei Pavel     | Alexander Peya Björn Phau          | 6:4, 6:2          |
| Finalista     | 3. | 25 lutego 2007      | Rotterdam  | Twarda (hala)   | Andrei Pavel     | Martin Damm Leander Paes           | 3:6, 7:6(5), 7–10 |
| Zwycięzca     | 3. | 5 lutego 2007       | Zagrzeb    | Dywanowa (hala) | Michael Kohlmann | Jaroslav Levinský František Čermák | 7:6(5), 4:6, 10–5 |
| Zwycięzca     | 4. | 29 kwietnia 2007    | Barcelona  | Ceglana         | Andrei Pavel     | Rafael Nadal Bartolomé Salvá-Vidal | 6:3, 7:6(1)       |
| Finalista     | 4. | 2 października 2011 | Bangkok    | Twarda (hala)   | Michael Kohlmann | Oliver Marach Aisam-ul-Haq Qureshi | 6:7(4), 6:7(5)    |